# Coprosma niphophila
Coprosma niphophila är en måreväxtart som beskrevs av Anthony Edward Orchard. Coprosma niphophila ingår i släktet Coprosma och familjen måreväxter. Inga underarter finns listade i Catalogue of Life.